# San Procolo (Michelangelo)
San Procolo è una scultura marmorea (h 58,5 cm) di Michelangelo, eseguita tra il 1494 e il 1495 e collocata nella Basilica di San Domenico a Bologna.

## Storia
Nell'autunno del 1494 Michelangelo lasciò per la prima volta Firenze spaventato dal convulso clima politico che si era andato creando in città e che di lì a poco avrebbe portato alla cacciata di Piero de' Medici e all'instaurarsi di un governo repubblicano di ispirazione savonaroliana.
Il giovane scultore, allora meno che ventenne, era riparato prima a Venezia, per poco, e poi a Bologna dove trovò rifugio e protezione presso il nobile Giovan Francesco Aldrovandi, personalità di spicco negli ambienti cittadini, amante dell'arte e della letteratura. 
Grazie alla mediazione di quest'ultimo, Michelangelo trovò impiego presso i frati di San Domenico, che gli diedero l'incarico di completare uno dei più prestigiosi monumenti cittadini, l'Arca di San Domenico che conteneva le spoglie del fondatore dell'Ordine Domenicano. Si trattava di un complesso scultoreo dove avevano già lavorato Nicola Pisano (dal 1260 circa) e Niccolò dell'Arca, che vi aveva lavorato fino alla morte proprio quell'anno. Il grosso del monumento era comunque terminato e restavano da approntare solo alcune statue di corredo che, secondo la tradizione medievale, erano di dimensione relativamente medio-piccola per le soglie del Cinquecento.
Michelangelo scolpì tre statue: oltre al San Procolo, un Angelo reggicandelabro, facente pendant con uno già scolpito da Niccolò dell'Arca, e un San Petronio.
L'opera subì una rottura e restauro come testimonia una nota di fra' Ludovico da Prelormo, anziano custode dell'Arca di San Domenico, nel 1572: «La vigilia del padre San Domenico il povero sventurato fra' Pelegrino converso roppe la statua di San Procolo, la gettò a terra in più di cinquanta pezzi. Io né ho mai avuto in ottanta anni il più intenso dolore al cuore di questo. Mi credeva certo di morire; vennero i Padri tutti a confortarmi, e molti maestri periti ne l'arte, e così la portarono via e fu aconzia [aggiustata] alla foggia al presente si vede.»

## Descrizione e stile
Procolo di Bologna era un ufficiale romano martirizzato a Bologna durante la Persecuzione dei cristiani sotto Diocleziano. Michelangelo lo raffigurò con la corta tunica dei soldati, i calzari alti, un mantello portato in spalla e, nella destra, una lancia che doveva essere applicata in metallo a parte, oggi non più esistente.
Si tratta di un'opera di grande originalità, che preannuncia, in nuce, lo stile eroico e terribile dei capolavori di Michelangelo, quali il David o il Mosè. Il volto del giovane soldato ha infatti un'espressione fiera e accigliata, ispirata forse al monumento equestre a Bartolomeo Colleoni di Verrocchio visto probabilmente a Venezia, con un senso di tensione che pervade l'intera figura, come se si fosse improvvisamente bloccata durante un movimento, mantenendo tutta l'energia trattenuta.